# Алы Гызылвенкли
Алы Гызылвенкли (азерб. Alı Qızılvəngli; 1801, Гызылвенк — 1911, Гызылвенк, Кавказское наместничество) — азербайджанский ашуг XIX века, представитель гокчинской ашугской школы, учитель Ашуг Алескера.

## Биография
Алы родился в начале XIX века, в 1801 году в селе Гызылвенк (в 1978 году село было переименовано в Макенис), расположенном в окрестностях озера Севан, в Эриванском ханстве. Отца его, который был бедным крестьянином, звали Мирза киши, а мать — Фатима. Мирза киши определил маленького Алы в моллахану, где тот научился искусству игры на сазе и посещал меджлисы (собрания) ашугов. Известный в то время Аг Ашуг из села Керкибаш научил Алы многим тонкостям ашугского искусства. Ашуг Алы был современником Ашуг Гусейна из Шамкира. В. Велиев отмечает, что в 1894 году Ашуг Алы ослеп.
Скончался Ашуг Алы в 1911 году в родном селе Гызылвенк, где и был похоронен. На кладбище села, где похоронен Алы, был установлен надгробный памятник ашугу.

## Творчество
Особое место в творчестве Ашуга Алы занимали такие жанры ашугской поэзии, как теджнисы, диваны. Он очень любил читать дастаны. Фолклорист М. Хакимов пишет, что три рукописные книги Ашуга Алы хранились до 1938 года в Кельбаджаре в личном архиве Ашуга Наби. В 1938 году эти рукописи в ходе невыясненных обстоятельств сгорели.
В своём творчестве Ашуг Алы часто затрагивал любовные темы. В его стихах выражена глубина человеческой души, его чувства. Лирическими произведениями Ашуг Алы передавал искренние человеческие чувства.
Социальные мотивы со временем усиливались в творчестве ашуга. Во многих его стихах выражена несправедливость, царящая в обществе.

### на азербайджанском
- Гусейн Исмаилов. AŞIQ ALI. ƏSƏRLƏRİ. — Баку: AVRASİYA PRESS, 2006. — 192 с. — ISBN 10 9952-421-82-4.
- Aşıq Alı. Şerlər. — Баку, 1975.
- Azərbaycan Aşıqları və El Şairləri. — Баку, 1986. — С. 287-298.
- Azərbaycan Ədəbiyyatı İnciləri, Bayatı,/Qoşma, Təcnis. — Баку, 1988. — С. 249-250, 466-468, 537-538.
- Telli Saz Ustadları. — Баку, 1964. — С. 65-68.